# Jeryn Hogarth
Jeryn Hogarth è un personaggio dei fumetti, creato da Chris Claremont (testi) e John Byrne (disegni), pubblicato dalla Marvel Comics. La sua prima apparizione avviene in Iron Fist (Vol. 1) n. 6 (agosto 1976).
Brillante avvocato al servizio della famiglia Rand, Hogarth è un intimo amico ed un prezioso alleato di Pugno d'acciaio e, successivamente, anche di Luke Cage e di numerosi altri supereroi associati agli Eroi in vendita.

## Biografia del personaggio

### Primi anni
Nato a New York, Jeryn Hogarth vi cresce intraprendendo la carriera di difensore legale e divenendo l'avvocato dell'imprenditore Wendell Rand, con cui negli anni instaura una profonda amicizia tanto che, dopo la sua morte, diviene il suo esecutore testamentale e il gestore della sua quota azionaria alla Rand-Meachum Inc.; nel momento in cui Danny Rand (Pugno d'acciaio) fa ritorno negli Stati Uniti, Hogarth lo fa sorvegliare dalle investigatrici private Misty Knight e Colleen Wing affinché si assicurino che sia davvero il figlio del suo amico defunto. Avuta tale conferma, l'avvocato si prodiga a far ottenere a Danny il controllo della sua metà della società di famiglia, rimanendo poi al suo fianco sia in veste di legale che come confidente.

### Eroi in vendita
Nel momento in cui Luke Cage viene scagionato dai crimini di cui è stato a lungo accusato, Hogarth tiene una festa in suo onore che, tuttavia, viene attaccata dai supercriminali Discus e Stiletto, cosa che porta alla prima vera collaborazione di Cage e Pugno d'acciaio, i quali decidono poi di diventare soci formando il duo degli Eroi in vendita, di cui Hogarth diviene il rappresentante legale e direttore organizzativo, riuscendo perfino, nel corso di tale collaborazione, a smascherare un giro di corruzione all'interno del suo staff.
Oltre ad aiutare Luke Cage e Pugno d'acciaio nelle loro avventure, Hogarth assiste i Vendicatori durante un'udienza in senato e contribuisce a prevenire lo scoppio di una guerra interna allo stato nordafricano di Halwan; tuttavia assume anche le difese del politico corrotto Randolph Cherryh opponendosi a Matt Murdock (Devil) e anteponendo l'interesse economico all'etica, stesso motivo che lo porta ad avere numerosi dissapori coi due Eroi in vendita, coi quali tuttavia mantiene ottimi rapporti, tanto che essi accompagnano sua figlia Millicent al ballo delle debuttanti salvandola nel momento in cui viene rapita da un gruppo di supercriminali composto da Nightshade, Discus, Stiletto, Man Mountain Marko e l'Anguilla.
In seguito all'apparente morte di Pugno d'acciaio, Hogarth scioglie gli Eroi in vendita e intraprende brevemente la carriera di consulente legale per il Chicago Spectator fino al ritorno del redivivo Danny Rand. Successivamente l'avvocato prende parte al caso dello stato della California contro i Fantastici Quattro, difende Kitty Pryde dalle accuse di terrorismo mossele contro dall'FBI e assume brevemente l'incarico di consulente legale per la Oracle Inc., salvo poi cederlo a She-Hulk.

### Civil War
Allo scoppio della guerra civile dei superumani, Hogarth assume le difese di Pugno d'acciaio impedendo a Iron Man e ai Potenti Vendicatori di obbligarlo a firmare l'Atto di Registrazione dei Superumani tramite un cavillo tecnico per cui avrebbero prima dovuto dimostrare che l'origine dei poteri del suo cliente fosse superumana.
Terminato il conflitto, la ribattezzata Rand Corporation si scontra con le Wai-Go Industries, che tentano di acquisirne il controllo con la forza, arrivando perfino a ricattare Hogarth minacciando di morte i suoi familiari, spingendolo a chiedere aiuto a Luke Cage, Colleen Wing e Misty Knight ed a compiere, assieme ad essi e a Pugno d'acciaio, un viaggio in Cina per affrontare gli artefici delle macchinazioni della società: Serpente d'acciaio e l'HYDRA.

## Altri media
- Nelle serie televisive Netflix legate al franchise del Marvel Cinematic Universe, Jeri Hogarth è interpretata da Carrie-Anne Moss[31]. In tale versione il personaggio è di sesso femminile e omosessuale[32].
  - In Jessica Jones, Hogarth è un'alleata della protagonista, nonostante le loro divergenze le pongano spesso in conflitto.
  - In Daredevil l'avvocato assume Foggy Nelson dopo la chiusura della Nelson & Murdock nella seconda stagione.
  - In Iron Fist aiuta Danny Rand a essere riconosciuto come legittimo proprietario della Rand Enterprises.
  - Ricompare in The Defenders.[33]